# Malacoctenus
Malacoctenus is een geslacht van straalvinnige vissen uit de familie van slijmvissen (Labrisomidae).

## Soorten
- Malacoctenus africanus Cadenat, 1951
- Malacoctenus aurolineatus C. L. Smith, 1957
- Malacoctenus boehlkei V. G. Springer, 1959
- Malacoctenus brunoi R. Z. P. Guimarães, Nunan & Gasparini, 2010
- Malacoctenus costaricanus V. G. Springer, 1959
- Malacoctenus delalandii Valenciennes, 1836
- Malacoctenus ebisui V. G. Springer, 1959
- Malacoctenus erdmani C. L. Smith, 1957
- Malacoctenus gigas V. G. Springer, 1959
- Malacoctenus gilli Steindachner, 1867
- Malacoctenus hubbsi V. G. Springer, 1959
- Malacoctenus macropus Poey, 1868
- Malacoctenus margaritae Fowler, 1944
- Malacoctenus mexicanus V. G. Springer, 1959
- Malacoctenus polyporosus V. G. Springer, 1959
- Malacoctenus sudensis V. G. Springer, 1959
- Malacoctenus tetranemus Cope, 1877
- Malacoctenus triangulatus V. G. Springer, 1959
- Malacoctenus versicolor Poey, 1876
- Malacoctenus zacae V. G. Springer, 1959
- Malacoctenus zonifer D. S. Jordan & C. H. Gilbert, 1882
- Malacoctenus zonogaster Heller & Snodgrass, 1903